# Pseudotropheus purpuratus
Espèce
Statut de conservation UICN

 LC  : Préoccupation mineure
Pseudotropheus purpuratus est une espèce de poisson de la famille des cichlidae et de l'ordre des Cichliformes. Cette espèce comme son genre Pseudotropheus est originaire et endémique du lac Malawi en Afrique. Plus précisément, selon FishBase de sa localité type "Chisumulu Island". Selon IUCN, restreint dans la partie sud du lac Malawi. L'espèce est connu aussi sous le nom de Pseudotrpoheus sp. 'Aggressive Blue".